# 町田美優
町田 美優（まちだ みゆ、1996年6月8日 - ）は、日本の女性声優、アイドル。京都府出身。

## 概要
「アニメディア声優オーディション2017」の入賞者などで結成された声優アイドルユニット「CLU＋CH」（クラッチ）の元メンバー。
趣味・特技は、ダンスを覚えて踊ること、バスケットボール、スーパーボールすくい。バスケットボールは小学校、中学校、高校、専門学校のクラブチームでプレー経験がある。
「CLU+CH」として3人制バスケットボールリーグ「SJ3.LEAGUE」の公式戦に参戦し、第1回公式戦から2連覇。第2回公式戦ではMVPに選出されている。
2018年、妖精てぃんてぃんのじゅんこ役でアニメ声優デビューを果たす。
2024年1月31日をもって株式会社PUGNUSを退所し、現在はフリー。

## 出演作品

### テレビアニメ
- Lapis Re:LiGHTs（2020年、リリ）

### Webアニメ
- 妖精てぃんてぃん（2018年、じゅんこ）

### ゲーム
- ソウルアーク（2019年、薛永、ヘキショウ、達弁怪）
- 成り上がり〜華と武の戦国（2019年、愛姫、おつやの方）

### ボイスドラマ
- ホルマリン漬けの銃弾（2019年、千代田千代美）

### 舞台
- Shuwacta主催「朗読劇 三つ編みの結び目」（2020年、小池紗奈）

### インターネットテレビ
- アニメディア公式「超！アニメディア（生）」（アシスタントMC　第52回〜第62回）